# Oxyrhachis lepidus
Oxyrhachis lepidus är en insektsart som beskrevs av Capener 1960. Oxyrhachis lepidus ingår i släktet Oxyrhachis och familjen hornstritar. Inga underarter finns listade i Catalogue of Life.